# فرانسوا لورو
فرانسوا لورو هو لاعب هوكي الجليد كندي، ولد في 18 أبريل 1970 في سانت أديل في كندا.

## وصلات خارجية
- فرانسوا لورو على موقع دوري الهوكي الوطني (الإنجليزية)
- فرانسوا لورو على موقع EliteProspects.com (الإنجليزية)
- فرانسوا لورو على موقع Eurohockey.com (الإنجليزية)
- فرانسوا لورو على موقع HockeyDB.com (الإنجليزية)
- فرانسوا لورو على موقع Hockey-Reference.com (الإنجليزية)